# Cherven (ville médiévale)
 (mai 2024).
La ville fortifiée de Cherven est une ville dans le nord de la Bulgarie, près de Roussé. Elle fut construite sur un plateau étroit à même une falaise, au bord de la rivière Cherni Lom. La ville prospéra à partir de la première moitié du XIVe siècle et fut le site de nombreuses constructions. La ville comportait en autre une résidence fortifiée et 6 églises maintenant en ruines.